# Angelita Helena Maria de Silva Ferro

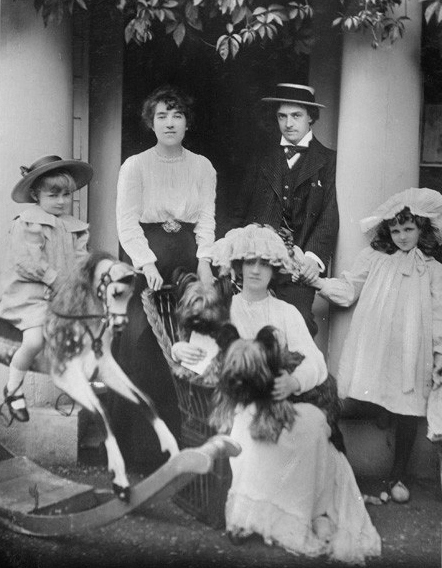
Miss N. de Silva com a família

Angelita Helena Margarita de Silva Ferro (1868 – 1949) foi uma atriz britânica, mais conhecida pelo seu nome artístico Miss N. de Silva.
Ela nasceu em 1868, filha de Don Ramon de Silva Ferro, foi supostamente descendentes da realeza em ambos os lados da família.
Ela se casou com John Martin-Harvey, em 1889. Eles se conheceram em uma performance de Fausto, em Cambridge.
Durante a Primeira Guerra Mundial, ela foi envolvida na captação de recursos para as enfermeiras do exército britânico.

## Ler mais
- The last romantic: the authorised biography of Sir John Martin-Harvey.